# Недоля, Артём Александрович
Артём Алекса́ндрович Недо́ля (укр. Артем Олександрович Недоля; род. 20 октября 1993, Киев) — украинский футболист, полузащитник

## Игровая карьера
Воспитанник киевского футбола.
В 2011 году заключил контракт с ПФК «Севастополь». Играл сначала во второй команде крымчан, затем — в дубле. 27 апреля 2014 года сыграл единственный матч за «Севастополь» в Премьер-лиге.
После расформирования крымской команды летом 2014 года перешёл в донецкий «Олимпик». 26 июля 2014 года в игре с одесским «Черноморцем» дебютировал в Премьер-лиге в составе команды.
В октябре 2019 года стал игроком «Кременя».